# فرشته من (فیلم)
فرشته من (Angel of Mine) یک فیلم تریلر و درام محصول سال ۲۰۱۹ است. کیم فرنت کارگردان این اثر است و لوک دیویس و دیوید رگال نگارش فیلمنامه را به عهده داشتند. نومی راپاس، لوک ایوانز، ایوان استراهاوسکی و ریچارد راکسبرگ از ستارگان آن هستند و فیلم بازسازی فیلم فرانسوی نشان یک فرشته (۲۰۰۸) است.
فیلم در ۱۴ اوت ۲۰۱۹ برای اولین بار در جشنواره بین‌المللی فیلم ملبورن به نمایش درآمد و در ۳۰ اوت ۲۰۱۹ توسط لاینزگیت فیلمز منتشر شد.

## داستان
نوزاد لیزی (رزی) در آتش‌سوزی بیمارستان همراه با ۱۲ مادر و نوزاد دیگر می‌میرد. هفت سال می‌گذرد و لیزی سعی دارد غمش را کنار بگذارد و پسرش توماس را بزرگ کند که مشترکاً با همسر سابقش مایک حضانتش را بر عهده دارد. او در جشن تولد یکی از دوستان پسرش، دختر کوچولویی را می‌بیند و حس می‌کند همان رزی است. پس بخودش را به خانه والدین دخترک، کلر و برنارد علاقه‌مند نشان داده و با آن‌ها دوست می‌شود و می‌فهمد اسم دخترک لولاست.
لیزی کم‌کم پریشان می‌شود و مدام دنبال موقعیتی است تا با لولا تنها باشد. به همین دلیل کارش را ازدست می‌دهد و فراموش می‌کند به دنبال پسرش برود. شوهر سابقش، والدینش و درمانگرش با او رو در رو شده و مایک تهدیدش می‌کند. او می‌گوید مطمئن است رزی از آتش‌سوزی جان سالم بدر برده و همان لولاست.
لیزی تصمیم می‌گیرد دی ان ای لولا را گرفته و حرفش را ثابت کند. پس یواشکی وارد خانه کلر و برنارد می‌شود و برس لولا را برمی‌دارد. جلوی در کلر او را می‌بیند و درگیری ایجاد می‌شود. کلر اعتراف می‌کند که نوزاد خودش بخاطر استنشاق دود مرده و او لولا را نجات داده و به‌جای فرزند خودش جا زده‌است. بعد معلوم می‌شود که برنارد و و کودک حرف‌هایش را شنیده‌اند. لیزی همه چیز را به مایک می‌گوید و مایک عذرخواهی می‌کند.
کمی بعد لیزی با خانواده اش برای دیدن لولا آماده می‌شود. توماس می‌پرسد هرچند وقت یک بار می‌توانند دخترک را ببینند و مایک می‌گوید باید تا دادگاه کلر صبر کنند. برنارد لولا را می‌آورد تا با خانواده اصلیش دیدار کند.

## بازیگران
- نومی راپاس در نقش لیزی
- لوک ایوانز در نقش مایک
- ایوان استراهاوسکی در نقش کلر
- ریچارد راکسبرگ در نقش برنارد